# Primer Salón del Cómic Ciudad de Oviedo
El I Salón del Cómic «Ciudad de Oviedo» fue organizado por el Servicio de Animación Cultural de la Concejalia de Cultura del Ayuntamiento de Oviedo presidida por Aurora Puente Uria. Se celebró en 1984, y tuvo la duración más extensa de los Salones de Oviedo, del 10 de septiembre al 15 de octubre, motivada por el enorme interés suscitado por la exposición «Maremagnum grafic» avalada, a posteriori, por una afluencia de público de más de 5000 personas.

## Descripción
Este Primer Salón fue gestado y organizado directamente desde el Departamento de Animación Sociocultural de la Concejalía de Cultura del Ayuntamiento de Oviedo dirigido por Gregorio Álvarez Iguacel, quien fue el artífice de la creación de este evento cultural con la colaboración de la revista El Wendigo, la cual fue invitada para realizar las mesas redondas y mediar en los contactos con los autores y dibujantes.
Este Primer Salón del Cómic «Ciudad de Oviedo» fue un intento de recoger las aspiraciones de los aficionados «profanos» del cómic, interesados no tanto por el hecho histórico o artístico del cómic sino más bien por el hecho sociocultural. Se pretendía reunir a todos aquellos amantes de los héroes de juventud como de los que se acercaban a través de las revistas de corta trayectoria como El Víbora, Cairo y ello en torno a exposiciones como la exposición Maremagnum Grafic de la Fundación La Caixa que reunía en su seno a dibujantes y guionistas pujantes en esos momentos (Jordi Bernet, Enrique Sánchez Abulí, Miguel Gallardo, Mediavilla) y que propiciase la participación a través del I concurso de dibujantes de cómic, primero de estas características, resultando ganadora una obra del dibujante y artista Toto Moris, censurada ese mismo día por considerar que su contenido era demasiado crítico con el clero.
Este Salón utilizó los recursos espaciales disponibles en esas fechas intentando de esa forma involucrar el máximo posible de público fuesen aficionados o no al hecho «comiquero».
Se realizó en los locales de la Casa de la Juventud, Concejalía de Cultura y en Sala Polivalente del Centro Comercial de Las Salesas inaugurada especialmente con esta actividad.
Hubo cuatro exposiciones y se invitaron a los autores Chiqui de la Fuente, Gallardo y Onliyú de El Víbora, Alfonso Iglesias (autor de Pinín, Pinón y Telva), Luis Conde, Faustino Rodríguez y Javier Cuervo. En este Salón se presentó por primera vez en Asturias el Concurso de cómic, abierto a todos los artistas noveles de la región asturiana; este Concurso Regional de Cómic sentó las bases de posteriores concursos de mayor envergadura y con carácter nacional. Las conferencias y mesas redondas fueron encargadas por el Departamento de animación Cultural del Ayuntamiento de Oviedo para su coordinación a Faustino Rodríguez Arbesú de la revista El Wendigo.